# Кошачья змея
Кошачья змея (лат. Telescopus fallax) — вид змей семейства ужеобразных.

## Описание
Максимальная длина тела — 100 см, обычно 60—70 см. Голова резко отделена от туловища шейным перехватом. Туловище немного сжатое с боков. Зрачки вертикальные. Окраска верхней стороны тела светло-серого, жёлто-серого или розоватого цвета. Брюхо светлее с многочисленными тёмными пятнышками и точками, которые нередко сливаются друг с другом. Нижняя поверхность головы белая.

## Образ жизни
Любит каменистые склоны, поросшие разреженной травянистой и кустарниковой растительностью, полупустыни, окрестности горных лесов. Встречается на высоте до 1700—1800 м над уровнем моря. Активность смешанная (дневная и ночная), но в жаркое время года встречается только в сумерки и ночное время. Выходит из зимовки в начале — в середине марта и активна до октября. Хорошо лазает по деревьям, кустарникам, скалам и стенам домов. 

## Питание
Питается ящерицами, грызунами, птицами.

## Размножение
Яйцекладущая змея. Самка в конце июня — начале июля откладывает 6—9 яиц размером 10-13 х 27—35 мм. Молодые змеи появляются в сентябре.

## Распространение
Обитает на Балканском полуострове, островах Эгейского и Средиземного морей, в Италии, Хорватии, Боснии и Герцеговине, в Иране, Ираке, Сирии, Ливане, Иордании, Израиле, Турции, Армении, Азербайджане, Грузии. Встречается в Дагестане.